# Liste der Biografien/Gd
Liste der Biografien |
Portal Biografien |
Personensuche
# |
A |
B |
C |
D |
E |
F |
G |
H |
I |
J |
K |
L |
M |
N |
O |
P |
Q |
R |
S |
T |
U |
V |
W |
X |
Y |
Z |
?
 
Ga |
Gb |
Gc |
Gd |
Ge |
Gf |
Gh |
Gi |
Gj |
Gk |
Gl |
Gm |
Gn |
Go |
Gp |
Gq |
Gr |
Gs |
Gu |
Gv |
Gw |
Gy |
Gz
Die Liste der Biografien führt alle Personen auf, die in der deutschsprachigen Wikipedia einen Artikel haben. Dieses ist eine Teilliste mit 9 Einträgen von Personen, deren Namen mit den Buchstaben „Gd“ beginnt.

## Gd

### Gda
- Gdaia, Abdulrahman ben Mohamad al (* 1950), saudischer Diplomat
- Gdaniec, Katarzyna (* 1965), polnische Tänzerin und Choreographin
- Gdanietz, Brit (* 1972), deutsche Schauspielerin
- Gdanietz, Ditmar (1943–2008), deutscher Kampfsportler und Träger des 10. Dan Jiu Jitsu
- Gdanietz, Kurt (1928–2019), deutscher Chirurg und Kinderchirurg
- Gdanietz, Wilhelm (1893–1969), deutscher Landschafts-, Genre- und Interieurmaler
- Gdański, Jacek (* 1970), polnischer Schachmeister

### Gdr
- GDRN (* 1996), isländische Musikerin, Schauspielerin und FußballspielerinGDRN (* 1996)

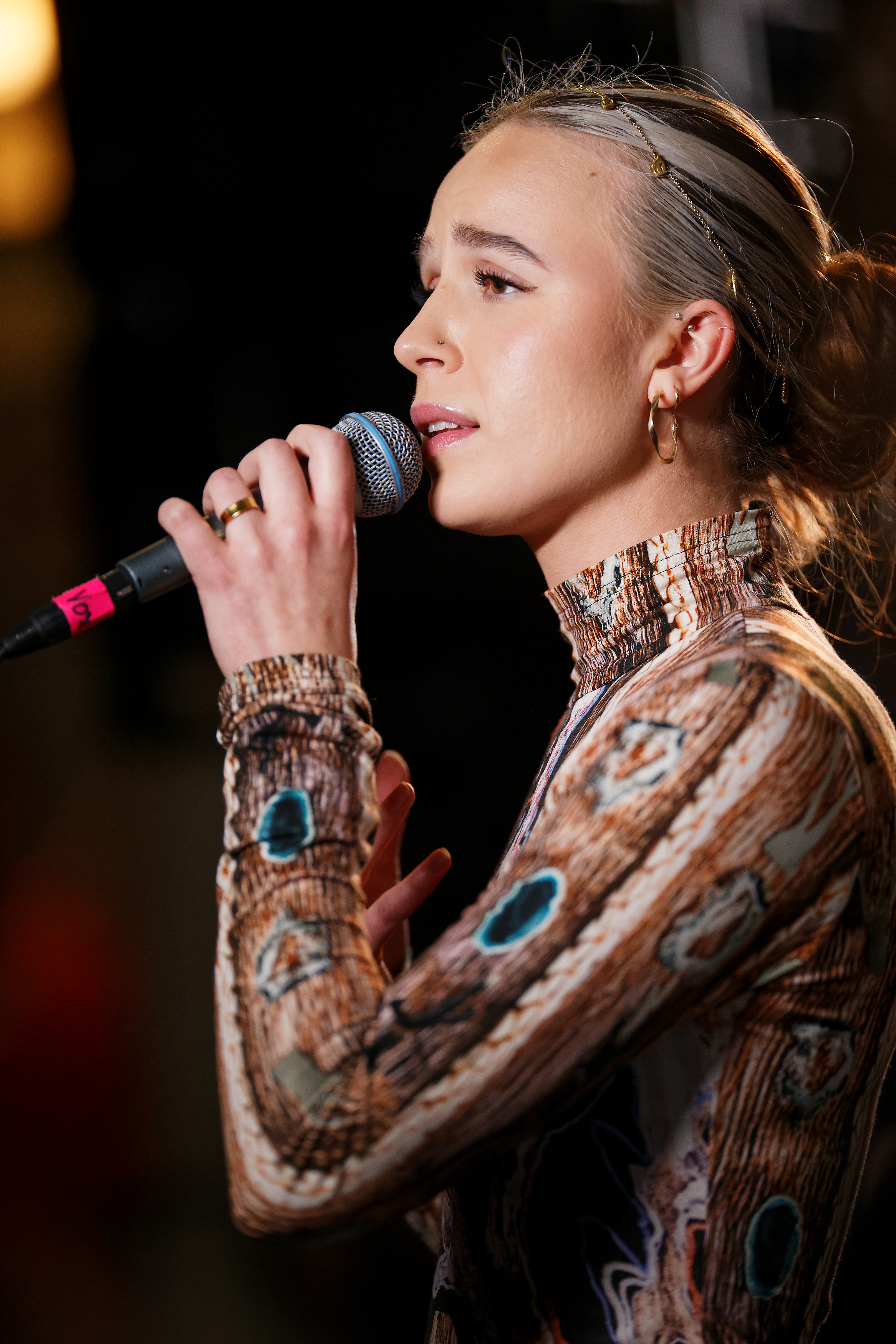
GDRN (* 1996)

### Gdu
- Gdula, Lukáš (* 1991), tschechischer Leichtathlet